# Microsoft Identity Integration Server
Microsoft Identity Integration Server (MIIS) ist eine Metaverzeichnisdienst-Software von Microsoft.
MIIS ist ein zentraler Dienst, der Identity-Informationen aus mehreren Datenquellen zusammenführt, speichert und synchronisiert. Ziel von MIIS ist es, Identity-Informationen zu verwalten und konsistent zu halten.
Beispiel: Eine Änderung im HR-System eines Unternehmens zieht somit automatisiert eine Änderung im internen Telefonverzeichnis und im E-Mail-System nach sich.

## Leistungsumfang
Synchronisation von Identity Informationen
Mit MIIS können Identity Informationen über verschiedene Verzeichnisdienste und andere Datenspeicher hinweg synchronisiert werden. Hierdurch wird der Vorgang der Aktualisierung von Informationen automatisiert und die Daten[konsistenz] sichergestellt.

Anlegen und Löschen/Deaktivieren von Benutzeraccounts
Mit MIIS können automatisiert Benutzeraccounts, Mailboxen, Sicherheitsgruppen usw. angelegt bzw. gelöscht werden.

Passwort Synchronisation und Passwort Management
MIIS ermöglicht Passwort Synchronisation und Passwort Management über verschiedene Plattformen hinweg. Über ein Web-Interface können Passwörter einfach in vielen Systemen gleichzeitig geändert oder zurückgesetzt werden.

## Funktionsweise

### Konnektoren
Folgende Verzeichnisse und Datenquellen können von MIIS 2003 Enterprise Edition ausgelesen und synchronisiert werden:
| Typ                                             | Name |
| ----------------------------------------------- | --- |
| Netzwerk Betriebssysteme und Verzeichnisdienste | - Microsoft Windows NT, - Active Directory, - Active Directory Application Mode, - IBM Directory Server, - Novell eDirectory, - Resource Access Control Facility (RACF), - Sun ONE/iPlanet Directory, - X.500 Systeme |
| E-Mail                                          | - Lotus Notes, - Domino, - Microsoft Exchange 5.5 |
| Anwendungen                                     | - PeopleSoft, - SAP, - ERP1, - XML- and DSML-basierte Systeme |
| Datenbanken                                     | - Microsoft SQL Server, - Oracle, - Informix, - dBASE, - IBM DB2 |
| Datei-basiert                                   | - DSMLv2, - LDIF, - CSV |

Identity Integration Feature Pack (1a) for Windows Server Active Directory kann nur Daten zwischen Active Directory und Active Directory Application Mode (ADAM) sowie Microsoft Exchange 2000 Server, und Exchange Server 2003 Implementationen synchronisieren, dafür ist diese Version aber kostenlos von Microsoft erhältlich.

### Aufbau/Begriffe
- Die Metaverse ist die Datenbank des eigentlichen Metaverzeichnisdienstes, hier sind alle Identity Informationen vereint.

- Eine External Datasource ist ein an MIIS angeschlossenes Verzeichnis oder eine andere Datenquelle.

- Ein Management Agent (MA) ist die Verbindung zwischen der external datasource und MIIS. Im MA wird definiert, welche Felder ausgelesen werden und wie der Datenfluss zwischen MIIS und der external datasource definiert ist.

- Der Connector Space (CS) ist ein Zwischenspeicher (staging area), in dem Daten aus der externen Datenquelle gespeichert werden, bevor sie in die Metaverse projiziert werden.

- Import: Holen der Daten aus der externen Datenquelle in den connector space.

- Synchronisation: Vereinheitlichen der Daten aus den connector spaces in der Metaverse.

- Export: schreiben der Daten aus dem Connector Space in die externen Datenquellen.

- Über Rules Extensions kann MIIS an die jeweiligen Verhältnisse angepasst werden. Die Programmierung dieser Erweiterungen in Form von DLLs erfolgt über Visual Studio .NET

## Versionen
- Zoomit Via (vor 1999)
- Microsoft Metadirectory Server [MMS] (1999–2003)
- Microsoft Identity Integration Server 2003 Enterprise Edition [MIIS] (veraltet)
- Microsoft Identity Integration Server 2003 Feature Pack [IIFP] (veraltet)
- Microsoft Identity Lifecycle Manager Server 2007 ILM (veraltet)
- Microsoft Forefront Identity Manager 2010 FIM (aktuell)